# Pierre Drieu la Rochelle
Pierre Drieu la Rochelle (Parijs, 3 januari 1893 – aldaar, 15 maart 1945) was een Frans schrijver van romans, korte verhalen en essays.

## Leven en werk
Drieu la Rochelle diende als militair in de Eerste Wereldoorlog waarbij hij drie maal gewond raakte, wat grote invloed had op zijn verdere carrière. Na de oorlog kwam hij terecht in Franse literaire kringen en kwam in contact met Louis Aragon, het dadaïsme en het surrealisme. In deze tijd schreef hij een aantal romans over de nutteloosheid van het naoorlogse leven en de wens om te ontsnappen aan het alledaagse bestaan. In 1931 schreef hij een van zijn bekendste werken, Le feu follet, een kort verhaal over de laatste dagen in het leven van een drugsverslaafde die zelfmoord pleegt. Ook schreef hij in deze tijd een aantal politieke essays waarin hij pleitte voor een verenigd Europa (Mesure de la France, Le Jeune Européen).
Drieu, die zich tot 1931 altijd tegen Hitler had gekeerd, begon zich in 1934 toch in te laten met de ideeën van het fascisme. Hij was van 1936 tot 1939 lid van de fascistische Parti Populaire Français van Jacques Doriot. In 1939 schreef hij de roman Gilles, waarin de hoofdpersoon een politieke en sociale ontwikkeling doormaakt, vergelijkbaar met de situatie waarin Drieu zich zelf bevond.
Toen Duitsland in 1940 Frankrijk binnenviel, was Drieu een fel voorstander van collaboratie. Na de bevrijding van Parijs in 1944 verstopte Drieu zich, bang voor represailles. Op 15 maart 1945 pleegde hij zelfmoord.
Op 20 april 2012 is zijn literaire werk opgenomen in de fameuze editie La Pléiade van de uitgeverij Gallimard, hetgeen aanleiding gaf tot commotie. De uitgever benadrukte echter dat zijn literaire kwaliteit vooropstaat en er geen sprake is van welke politieke rehabilitatie dan ook.

## Werken (selectie)
- Interrogation (1917)
- État civil (1921)
- Mesure de la France (1922)
- L'homme couvert de femmes (1925)
- Le Jeune Européen (1927)
- Genève ou Moscou (1928)
- Une femme à sa fenêtre (1929)
- L'Europe contre les patries (1931)
- Le feu follet (1931; Dwaallicht, vertaald door Marijke Arijs, uitgeverij Vleugels, 2024)
- Drôle de voyage (1933)
- La comédie de Charleroi (1934)
- Socialisme Fasciste (1934)
- Beloukia (1936)
- Rêveuse bourgeoisie (1937)
- Avec Doriot (1937)
- Gilles (1939)
- Ne plus attendre (1941)
- Notes pour comprendre le siècle (1941)
- Chronique politique (1943)
- L'homme à cheval (1943)
- Les chiens de paille (1944)
- Le Français d'Europe (1944)
- Histoires déplaisantes (1963, postuum)
- Mémoires de Dirk Raspe (1966, postuum)
- Journal d'un homme trompé (1978, postuum)
- Journal de guerre (1992, postuum)

- Bibsys: 90089519
- Biblioteca Nacional de España: XX1721210
- Bibliothèque nationale de France: cb119006177 (data)
- Catàleg d'autoritats de noms i títols de Catalunya: 981058511654706706
- CiNii: DA01669360
- Gemeinsame Normdatei: 118527487
- International Standard Name Identifier: 0000 0001 1023 0377
- Library of Congress Control Number: n81093698
- Nationale Bibliotheek van Letland: 000028645
- Bibliotheek van het Japanse parlement: 00438246
- Nationale Bibliotheek van Tsjechië: jn20000700434
- Nationale bibliotheek van Australië: 35045615
- Nationale Bibliotheek van Israël: 987007260405805171
- Nationale Bibliotheek van Polen: a0000001195663
- Nederlandse Thesaurus van Auteursnamen: 068226438
- Réseau des bibliothèques de Suisse occidentale: 02-A003191259
- Istituto Centrale per il Catalogo Unico: CFIV058769
- LIBRIS: 184062
- SNAC: w6t43rct
- Système universitaire de documentation: 026837471
- Trove: 810838
- Virtual International Authority File: 27063717
- WorldCat: E39PBJyMj6hHrfRMYV4GPtpXVC